# تدفق رأس المال في اليابان
بدأ تدفق رأس المال في اليابان وخارجها في أعقاب فترة إصلاح نظام ميجي عام 1868م، ولكن السياسات كانت تقيد القروض من الخارج. وفي أعقاب الحرب العالمية الثانية، كانت اليابان دولة مدينة حتى منتصف الستينيات. ولاحقًا، أزيلت ضوابط رأس المال تدريجيًّا، وذلك نتيجة للاتفاقات المبرمة مع الولايات المتحدة. وقد أدت هذه العملية إلى زيادة سريعة في تدفقات رأس المال خلال السبعينيات، واستمر ذلك حتى الثمانينيات إلى أن أصبحت اليابان دولة دائنة وأكبر دولة مستثمرة في العالم. ونتج هذا الوضع عن الاستثمار الأجنبي المباشر من جانب الشركات اليابانية، وكذلك استثمار ما بحوزة الحكومة المركزية من النقد الأجنبي. وأدت الزيادة السريعة في استثمارات اليابان المباشرة في الخارج، والتي تجاوزت كثيرا الاستثمارات الأجنبية فيها، إلى حدوث بعض التوتر مع الولايات المتحدة في نهاية ثمانينيات القرن العشرين.
ومن الأمور التي دفعت اليابان إلى الاستثمار في الخارج: الحصول على المواد الخام؛ والتغلب على الحواجز التي تعوق الصادرات من اليابان؛ والحفاظ على القدرة التنافسية الدولية للمنتجات المتداولة في مواجهة القيمة العالية للين الياباني
وبعد فترة إصلاح ميجي، ومع إنهاء اليابان لسياسة العزلة والانفتاح على المشاركة في الأسواق الدولية، تبنت الدولة سياسة تتلخص في تثبيط الاستثمار الأجنبي. ولم يتم الاقتراض من الخارج إلا للضرورة، ونظرًا لمخاوف الدولة بشأن التعرض للديون الأجنبية. وكانت هناك مخاوف من أن تواجه اليابان تحدّيًا لسيادتها إذا أصبحت الديون ضخمة، وأن يجد الأجانب مبررا للتدخل، كما حدث لبعض الولايات المعاصرة في ذلك الوقت مثل المكسيك ومصر. فقد شجعت الدولة ودعمت المستثمرين المحليين، وتضمن ذلك رعاية مشاريع صناعية جديدة تحت ملكية الدولة، ثم الخصخصة في نهاية المطاف (للمستثمرين اليابانيين).
بعد الحرب العالمية الثانية، كانت عودة اليابان إلى أسواق رأس المال العالمية كدولة مدينة بطيئة ومتعمدة. وحتى قبل الحرب، لم تشارك اليابان في أسواق رأس المال العالمية بنفس القدر الذي شاركت فيه الولايات المتحدة أو دول أوروبا الغربية. وظل الحذر والسيطرة سيدا الموقف حتى سبعينيات القرن العشرين، عندما لم تعد اليابان دولة مدينة. فمنذ ذلك الوقت، سار إلغاء القيود التنظيمية على نحو مضطرد، كما سجلت تدفقات رأس المال نموا سريعًا. وكان النمو السريع للاستثمار في الخارج في الثمانينات قد جعل اليابان أكبر مستثمرة في العالم بحلول نهاية العقد.

## الهدف
توازن تدفقات رأس المال الفائض أو العجز في الحساب الجاري. ففائض الحساب الجاري على سبيل المثال يعني ضمنا أنه بدلا من استخدام كل العملات الأجنبية المكتسبة من خلال بيع الصادرات لشراء الواردات، تختار الشركات والأفراد استثمار الأموال في الأصول المقومة بالعملات الأجنبية بدلا من ذلك. وكما تم قياسه في بيانات ميزان المدفوعات في اليابان، تتألف تحركات رأس المال من استثمارات وتحركات طويلة الأجل وقصيرة الأجل في الاحتياطيات الرسمية من النقد الأجنبي وحسابات مصرفية خاصة. وتشمل حركات رأس المال القروض، والاستثمارات في أسهم الشركات، والاستثمار المباشر (إنشاء أو شراء فروع في الخارج). فتدفق رأس المال إلى الخارج يحدث عندما يقدم فرد أو شركة يابانية قرضا أو يشتري أسهما أجنبية أو ينشئ فرعا في الخارج. يحدث تدفق رأس المال أيضًا عندما يقوم الأجانب بهذه العمليات في اليابان.

## من مدينة إلى دائنة
عندما كانت اليابان بلدًا يتعافى من هزيمة كبرى، ظلت دولة مدينة حتى منتصف الستينيات، رغم أنها لم تكن مديونية قط بقدر ما كانت بلدان نامية أخرى في الآونة الأخيرة. ولكن بحلول عام 1967، بدأت الاستثمارات اليابانية في الخارج تتجاوز الاستثمارات الأجنبية في اليابان، فتغير وضع اليابان من بلد مدين إلى بلد دائن. وظلت دائنا متواضعا حتى ثمانينيات القرن العشرين، عندما أصبحت دولة دائنة بشكل كبير، الأمر الذي أدى إلى تغيير علاقة اليابان ببقية العالم.
وفي بيانات ميزان المدفوعات في اليابان، فإن هذه التغيرات تتجلى بصورة أكبر في حساب رأس المال طويل الأجل. وخلال النصف الأول من الستينيات، أظهر هذا الحساب عموما تدفقات صافية صغيرة من رأس المال (كما فعل حساب رأس المال قصير الأجل). ولكن منذ عام 1965، أظهر حساب رأس المال طويل الأجل تدفقًا إلى الخارج على نحو ثابت، تراوح بين مليار دولار أمريكي إلى 12 مليار دولار أمريكي خلال سبعينيات القرن العشرين. وكان التحول الحاد في ميزان المدفوعات نتيجة لارتفاع أسعار النفط في نهاية العقد سببا في توليد تدفقات غير عادية من رأس المال طويل الأجل في عام 1980 بلغت 3.2 مليار دولار أميركي، ولكن بعد ذلك عاد التدفق إلى الخارج ونما بشكل هائل. فمن قرابة 10 بليون دولار أمريكي عام 1981، بلغ صافي تدفقات رأس المال طويل الأجل إلى الخارج قرابة 137 بليون دولار أمريكي في عام 1987 ثم انخفض انخفاضا طفيفا إلى ما يزيد قليلا على 130 بليون دولار أمريكي عام 1988.
والواقع أن تدفقات رأس المال قصيرة الأجل في ميزان المدفوعات لا تظهر صورة واضحة إلى هذا الحد. وقد أضافت هذه التدفقات الأكثر تقلبا عموما إلى صافي تدفقات رأس المال الخارجية، ولكن في بعض السنوات أدت تحركات الفوارق الدولية في أسعار الفائدة أو عوامل أخرى إلى تدفق صاف لرؤوس الأموال قصيرة الأجل.
والجزء الآخر المهم من تدفقات رأس المال في ميزان المدفوعات هو الحركة في احتياطيات الذهب والنقد الأجنبي التي تحتفظ بها الحكومة، والتي تمثل الأموال التي يحتفظ بها بنك اليابان للتدخل في أسواق صرف العملات الأجنبية للتأثير على قيمة الين. وفي سبعينيات القرن العشرين، أصبح حجم هذه الأسواق ضخمًا إلى الحد الذي جعل أي تدخل حكومي يشكل حصة صغيرة من إجمالي المعاملات، ولكن اليابان وبعض الحكومات الأخرى استخدمت احتياطياتها للتأثير على أسعار الصرف عند الضرورة. ففي النصف الثاني من سبعينيات القرن العشرين على سبيل المثال، ارتفعت احتياطيات النقد الأجنبي بسرعة، من إجمالي 12.8 مليار دولار أميركي في عام 1975 إلى 33 مليار دولار أميركي بحلول عام 1978، حيث باع بنك اليابان الين لشراء الدولار في أسواق صرف العملات الأجنبية لإبطاء أو وقف ارتفاع قيمة الين، خشية أن يؤدي هذا الارتفاع إلى التأثير السلبي على الصادرات اليابانية. وقد جرت نفس العملية على نطاق أوسع بكثير بعد عام 1985م. فمن 26.5 مليار دولار أمريكي في عام 1985، ارتفعت احتياطيات النقد إلى ما يقرب من 98 مليار دولار أمريكي بحلول عام 1988 قبل أن تنخفض إلى 84.4 مليار دولار أمريكي في عام 1989 وإلى 77 مليار دولار أمريكي في عام 1990. وعلى نحو مماثل، كان هذا التدخل مستوحيًا من المخاوف بشأن ارتفاع قيمة الين.